# Jules Herbays
Jules Herbays est un sculpteur belge,  né à Ixelles le 25 mars 1866 et décédé en 1940.

## Historique
Il fut l'élève de Jef Lambeaux à l' Académie royale des beaux-arts d'Anvers. Il débuta à Gand vers 1891 et fut l'un des fondateurs du cercle d'art "Le Sillon".
Il a exposé régulièrement aux salons triennaux de Belgique et a participé aux salons de la Société nationale des beaux-arts à Paris.

## Quelques œuvres

### Sculptures publiques
- La Danse, situé square de la Croix-Rouge
- Monument aux morts, situé à Genval
- L'adolescence, situé place de la Petite Suisse
- Un des quatre soldats de la pelouse d’honneur, situé au cimetière d'Ixelles

### Autres
- Léda et le cygne
- La Fierté
- L'Etreinte
- Trois soldats
- Forgeron